# Ernst Steindorff (Jurist)

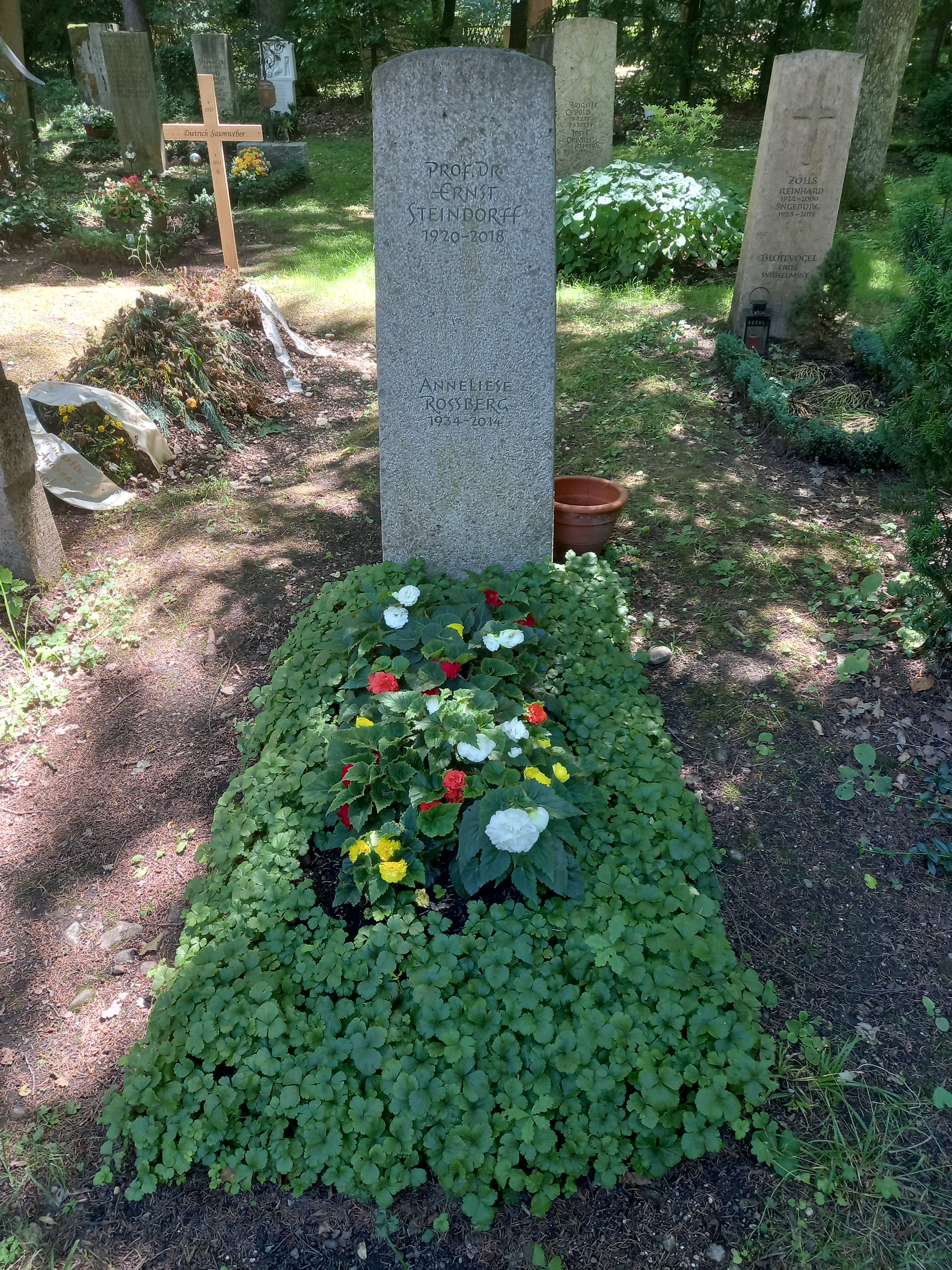
Das Grab von Ernst Steindorff auf dem Waldfriedhof Solln in München

Ernst Steindorff (* 13. März 1920 in Frankfurt am Main; † 26. Oktober 2018) ist ein deutscher Rechtswissenschaftler und ehemaliger Hochschullehrer an der Ludwig-Maximilians-Universität München.

## Leben
Nach Kriegsdienst und Kriegsgefangenschaft studierte Steindorff ab 1946 Rechtswissenschaften an der Universität Frankfurt am Main und Göttingen, wo er Mitglied der Verbindung Lunaburgia wurde. 1949 beendete er sein Studium mit dem Ersten Juristischen Staatsexamen und war anschließend am Bundeskanzleramt tätig. Dort fungierte er als Sekretär für die deutsche Schuman-Plan-Delegation. 1952 promovierte Steindorff bei Walter Hallstein in Frankfurt zum Dr. iur. und legte im Jahr darauf sein Zweites Staatsexamen ab. Anschließend arbeitete er als wissenschaftlicher Assistent an der Universität Frankfurt. 1957 habilitierte er sich bei Heinrich Kronstein und übernahm sogleich einen Lehrauftrag an der Universität Frankfurt. Von 1959 bis 1962 war Steindorff ordentlicher Professor an der Universität Tübingen, bevor er für zwei Jahre als Gastprofessor an der Georgetown University und der University of Chicago Law School tätig war. 1964 kehrte er nach Deutschland zurück und wurde ordentlicher Professor an der Universität München. Dort hatte er bis zu seiner Emeritierung 1985 den Lehrstuhl für Bürgerliches Recht, Handels-, Wirtschafts-, Arbeitsrecht und Internationales Privatrecht inne.

## Wirken und Werke (Auswahl)
Steindorffs Werk ist breit gefächert, konzentriert sich jedoch maßgeblich auf das Europarecht und das Wirtschaftsrecht. Er gilt als einer der Väter des Europarechts und war bei der wissenschaftlichen Aufarbeitung des zu seiner Zeit jungen Rechts der europäischen Integration maßgeblich beteiligt.
- Die Nichtigkeitsklage im Recht der Europäischen Gemeinschaft für Kohle und Stahl: Ein rechtsvergleichender Beitrag zur verwaltungsgerichtlichen Kontrolle der Hohen Behörde. Klostermann, Frankfurt am Main 1952 (Dissertation).
- Sachnormen im internationalen Privatrecht. Klostermann, Frankfurt am Main 1957 (Habilitationsschrift).
- Zweckmässigkeit im Wettbewerbsrecht. Klostermann, Frankfurt am Main 1959.
- Rechtsschutz und Verfahren im Recht der europäischen Gemeinschaften: Ausgewählte Probleme. Nomos, Baden-Baden 1964.
- Der Gleichheitssatz im Wirtschaftsrecht des Gemeinsamen Marktes. De Gruyter, Berlin 1965.
- Sind Handelsgenossenschaften Kartelle? Verlagsgesellschaft Recht u. Wirtschaft, Heidelberg 1978, ISBN 978-3-8005-6909-0.
- Freie Berufe, Stiefkinder der Rechtsordnung? Bund, Köln 1980, ISBN 978-3-7663-0762-0.
- Wettbewerbliche Einheit und kartellrechtliche Vermutungen. Verlagsgesellschaft Recht u. Wirtschaft, Heidelberg 1982, ISBN 978-3-8005-6953-3.
- Persönlichkeitsschutz im Zivilrecht. C.F. Müller, Heidelberg 1983, ISBN 978-3-8114-5983-0.
- Einführung in das Wirtschaftsrecht der Bundesrepublik Deutschland. 2. Auflage. WBG, Darmstadt 1985, ISBN 978-3-534-07385-6.
- Neubestimmung der leitenden Angestellten? Hans-Böckler-Stiftung, Düsseldorf 1987.
- Grenzen der EG-Kompetenzen. Verlagsgesellschaft Recht u. Wirtschaft, Heidelberg 1990, ISBN 978-3-8005-1050-4.
- EG-Vertrag und Privatrecht. Nomos, Baden-Baden 1996, ISBN 978-3-7890-4363-5.